# The Day of the Triffids
The Day of the Triffids (Brasil: O Terror Veio do Espaço; Portugal: Quando o Mundo Cegou) é um filme britânico de 1962, dos  gêneros ficção científica e horror, dirigido por Steve Sekely,  com roteiro de Bernard Gordon e Philip Yordan baseado no livro homônimo de John Wyndham.

## Sinopse
Os poucos não atingidos pela cegueira, ocasionada por uma chuva de meteoros ao redor do mundo, tentam sobreviver a ameaça trazida por eles, indestrutíveis plantas carnívoras rastejantes que se proliferam rapidamente. 

## Elenco
- Howard Keel ....... Bill Masen
- Nicole Maurey ....... Christine Durrant
- Janette Scott ....... Karen Goodwin
- Kieron Moore ....... Tom Goodwin
- Mervyn Johns ....... Mr. Coker
- Ewan Roberts ....... Dr. Soames
- Alison Leggatt ....... Miss Coker
- Geoffrey Matthews ....... Luis de la Vega
- Janina Faye ....... Susan – criança no trem
- Gilgi Hauser ....... Teresa de la Vega
- John Tate ....... Capitão do SS Midland
- Carole Ann Ford ....... Bettina (como Carol Ann Ford)
- Colette Wilde ....... Enfermeira Jamieson (como Collette Wilde)
- Victor Brooks ....... Poiret